# Pavilhão da República

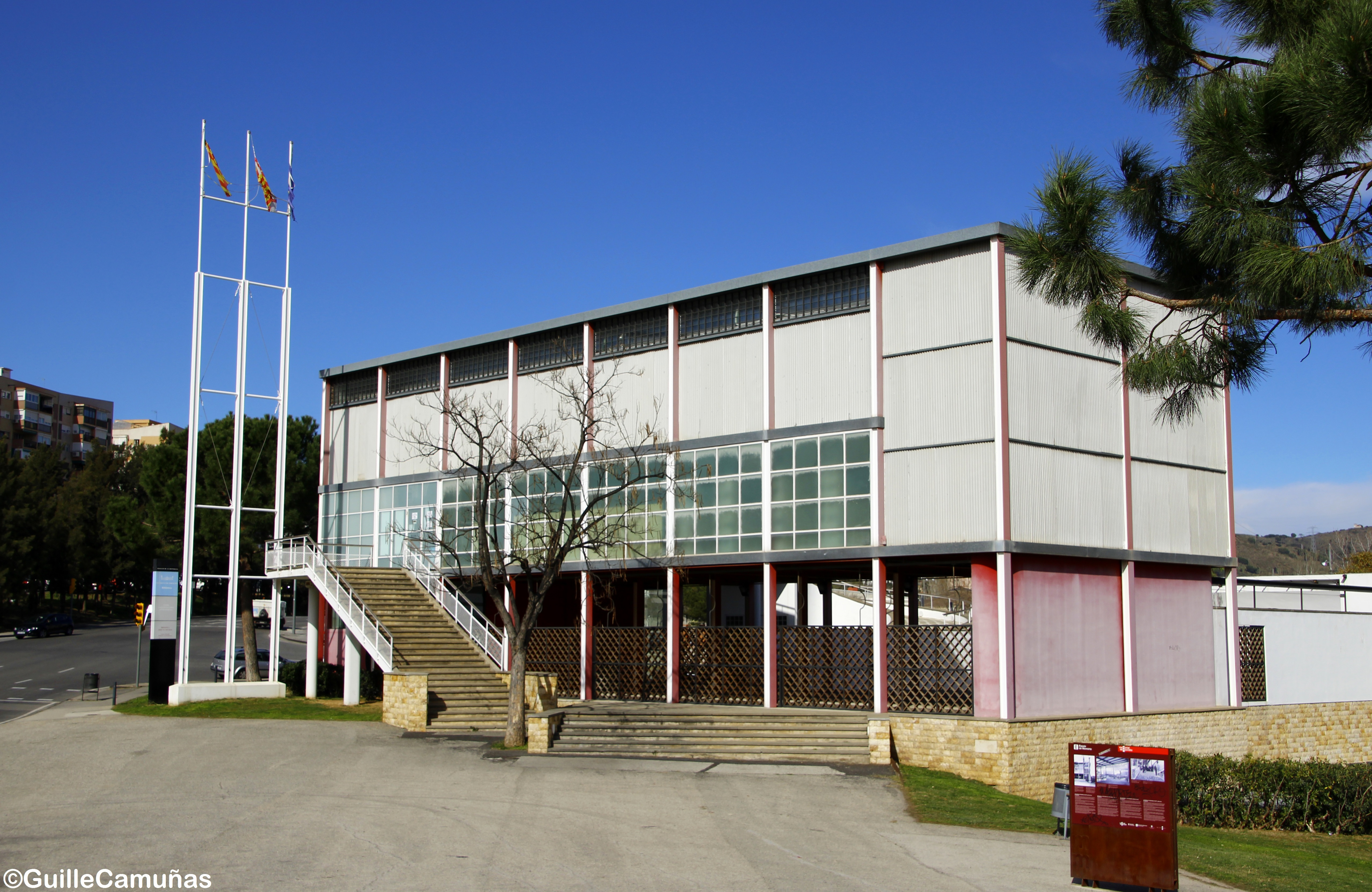
Edifício atual, réplica do antigo

O Pavilhão da República (em catalão: Pavelló de la República), também conhecido como Pavilhão Espanhol (Pavelló Espanyol) foi um edifício desenhado por Josep Lluís Sert com a ajuda de Luis Lacasa para a Exposição Universal de 1937 em Paris. Em 1992 foi inaugurada em Barcelona uma replica do pavilhão, onde atualmente funciona a CRAI Biblioteca do Pavilhão da República.
O pavilhão tornou-se famoso por ser o lugar onde se exibiu pela primeira vez a pintura Guernica de Pablo Picasso, a Fonte de Mercúrio de Alexander Calder e O ceifador, um grande quadro de Joan Miró, atualmente desaparecido. Foi inaugurado oficialmente no dia 12 de julho de 1937, quando já decorria a Exposição desde o dia 25 de maio. O edifício adquiriu uma finalidade basicamente cultural e de propaganda para fazer saber ao mundo a situação que se estava a viver ao estado espanhol nesse momento em que decorria a guerra civil.

## Arquitetura
O edifício do Pavilhão da República, foi concebido pelos seus arquitetos como um contentor vazio, quase sem paredes e com três andares. O piso térreo comunicava com um pátio que sendo coberto fazia a função de auditório.
No primeiro andar, dedicado à propaganda e à informação sobre a situação do país em guerra, acedia-se por uma escada e ao segundo, destinado às secções de artes plásticas, onde destacava o grande mural de Joan Miró, acedia-se por uma rampa.
Construiu-se com uma grande limitação de tempo e materiais, muitos deles pré-fabricados, e adaptando o plano de construção a um terreno irregular, com pendente e com a obrigação de respeitar as árvores do terreno atribuído. Tinha uma superfície de 1 400 metros quadrados.
Conseguiu-se uma construção sóbria que seguia as linhas do racionalismo arquitetónico, apesar do seu caráter efémero. Adquiriu uma finalidade basicamente cultural e de propaganda para dar a conhecer ao mundo a situação que se estava a viver em Espanha, definir com precisão os objetivos da governação e remarcar a luta heroica do povo espanhol.
Assim, no interior (e na fachada), expuseram-se cartazes, fotografias, fotomontagens, proclamações, painéis informativos, bem como obras de arte e de artesanato, enviadas diretamente desde Espanha pelas governações central e autonómicas e vários sindicatos. Grande parte das obras expostas pretendiam informar a opinião pública da situação em que se encontrava Espanha antes e depois da República, e com a situação de guerra.
Uma das suas atrações principais foi o famoso Guernica, situado numa das paredes do pátio onde a parte central estava ocupada pela Fonte de Mercúrio.
À entrada do pavilhão encontrava-se a grande escultura de Alberto Sánchez El pueblo español tiene un camino que conduce a una estrella, ao lado de obras de outros artistas como Julio González autor de La Montserrat. Faz falta destacar que muitas destas obras foram executadas expressamente para ser expostas no Pavilhão e representam o compromisso e a solidariedade dos criadores com a trágica realidade que se estava a viver devido à guerra civil.

## Reconstrução
Com o motivo dos Jogos Olímpicos de Verão de 1992, a Câmara Municipal de Barcelona encomendou aos arquitetos Antoni Ubach, Miquel Espinet e Juan Miguel Hernández León a realização de uma réplica do Pavilhão da República que se tinha apresentado à Exposição Internacional de Paris do 1937 e que foi destruído ao terminar.
Hoje, este emblemático edifício, cedido desde o ano 1994 pela Câmara Municipal de Barcelona à Universidade de Barcelona, está ocupado pelo CRAI Biblioteca do Pavilhão da República, que possui um dos fundos mais importantes a nível mundial sobre a Segunda República, Guerra Civil, Franquismo, Exílio e Transição em Espanha, e especialmente na Catalunha, e pelo Centro de Estudos Históricos Internacionais, fundado por Jaume Vicens Vives em 1949.
Uma reprodução em tamanho natural da Guernica de Picasso pode-se contemplar, tal como estava na sua localização original, numa parede do pátio aberto do pavilhão.